# Bivakmuts

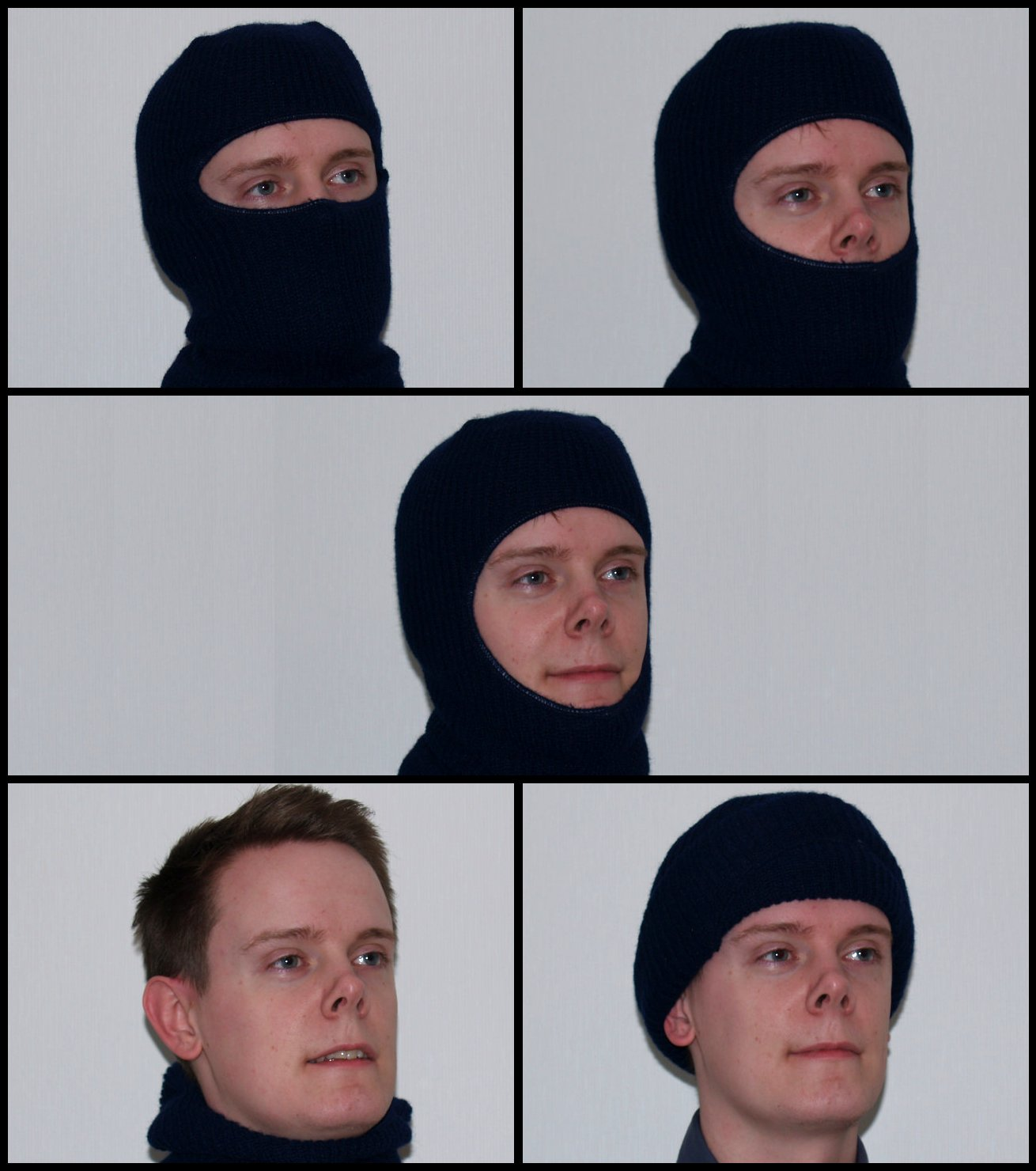
Draagvormen

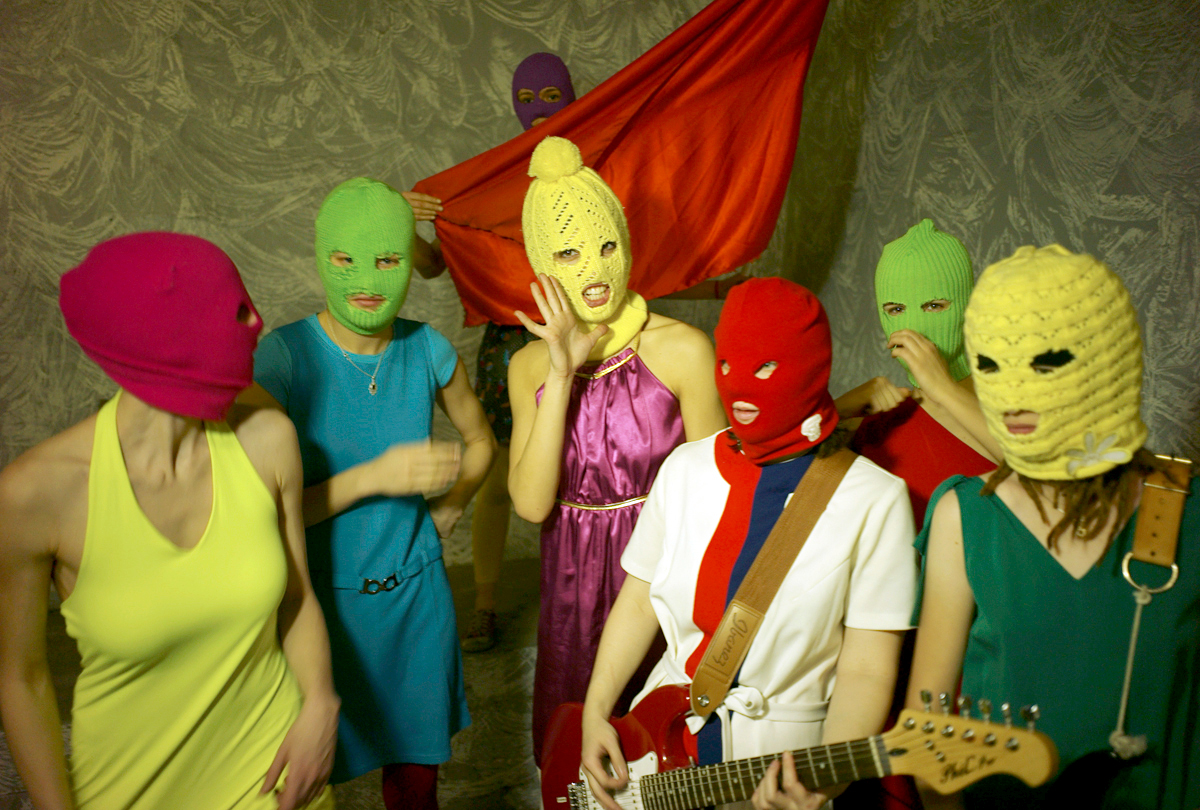
Pussy Riot

Een bivakmuts, of balaclava, is een muts die het hele hoofd afdekt en vaak ook het gezicht voor een deel afdekt. Er zijn bivakmutsen, die het gezicht open laten, maar er zijn er ook met alleen openingen voor ogen, mond en eventueel de neus. Er wordt ook het verschil gemaakt dat een bivakmuts een muts is met een grote openingen voor ogen, terwijl een balaclava zo min mogelijk kleine openingen heeft. Bivakmutsen zijn er vooral als bescherming tegen de winterkou.
Behalve tegen kou worden bivakmutsen ook gebruikt om niet te worden herkend. Ze worden gebruikt door speciale eenheden van politie en krijgsmacht, door beulen, overvallers, relschoppers en terroristen. Bivakmutsen kunnen vallen onder een verbod op gezichtsbedekkende kleding. Autocoureurs en motorrijders dragen vaak ook een dunne bivakmuts die van brandwerend materiaal is gemaakt.

## Geschiedenis
De bivakmuts werd tijdens de Krimoorlog in 1854 geïntroduceerd om de Britse troepen warm te houden. De Engelse naam balaclava  komt van de plaats Balaklava op het schiereiland de Krim. De bivakmuts hoorde later tot de standaarduitrusting van het Rode Leger, maar het gebruik ervan verspreidde zich daarna verder door Europa.
De bivakmuts werd ook onderdeel van de 21ste-eeuwse muziekstroming van de Drillrap waarbij de rappers al zwaaiend met messen en onder meer gemaskerd met een bivakmuts rappen. Door het gebruik van deze items wordt vaak gedacht dat deze rappers criminelen zijn. Het Britse tijdschrift GQ schreef dat de bivakmuts de musthave van 2022 was. Verschillende beroemdheden als Justin Bieber en A$AP Rocky droegen al in het openbaar een bivakmuts. De bivakmuts als masker wordt sinds 2022 door verschillende modemerken al verkocht. De modieuze bivakmutsen zijn vaak van mohair, kasjmier en andere zachte garens gemaakt.

## Voetnoten
1. ↑  War is boring. Why Eastern European soldiers wear ski masks, 5 december 2018.
2. ↑  RTL Nieuws. 'Rappen over pistolen betekent niet dat je ze gaat gebruiken', 11 december 2022.
3. ↑  Condé Nast. The balaclava is 2022's must-have item, but why? And…why?, 3 februari 2022. Gearchiveerd op 18 november 2022.
4. ↑  J. Kooyman. Waarom zien modieuze stedelingen eruit als bankovervallers?, 8 april 2022. Gearchiveerd op 25 maart 2023.